# Pitkäsaari (ö i Finland, Norra Karelen, Joensuu, lat 62,49, long 30,60)
Pitkäsaari är en ö i Finland. Den ligger i sjön Lastujärvi och i kommunen Joensuu i den ekonomiska regionen  Joensuu ekonomiska region  och landskapet Norra Karelen, i den sydöstra delen av landet, 400 km nordost om huvudstaden Helsingfors. Öns area är 0,5 hektar och dess största längd är 180 meter i nord-sydlig riktning.